# Caravino
Caravino és un comune (municipi) de la ciutat metropolitana de Torí, a la regió italiana del Piemont, situat a uns 45 quilòmetres al nord-est de Torí. A 1 de gener de 2019 la seva població era de 902 habitants.
Caravino limita amb els següents municipis: Albiano d'Ivrea, Azeglio, Strambino, Settimo Rottaro, Vestignè, Cossano Canavese i Borgomasino.